# Julián Farietta
Julián Muñoz Farietta (Bogotá, 10 de abril de 1988) es un modelo y actor de televisión colombiano de ascendencia italiana. ES reconocido por destacar series de producciones nacionales.

## Filmografía

### Televisión
| Año       | Título                                  | Personaje                                  | Canal                     |
| --------- | --------------------------------------- | ------------------------------------------ | ------------------------- |
| 2021      | El Cartel de los Sapos: el origen       | Nacho Soto Mayor                           | Netflix                   |
| 2020      | La niña Julia                           |                                            | Canal Capital             |
| 2019      | El Charrito Negro, el sueño de un ídolo | Henrry                                     | Telecafé                  |
| 2019      | El Bronx                                | Julio "Chico" Ventura                      | Caracol Televisión        |
| 2018      | La mamá del 10                          | José Manuel                                | Caracol Televisión        |
| 2017      | Sin senos sí hay paraíso                | Gatillo                                    | Telemundo                 |
| 2017      | Venganza                                | Felipe                                     | Canal RCN                 |
| 2016      | Yo soy Franky                           | Mayordomo / Jaime Mejía (Prototipo "D0M0") | Nickelodeon Latinoamérica |
| 2014-2016 | La viuda negra                          | Michael Corleone Blanco                    | UniMas                    |
| 2014      | Dr. Mata                                |                                            | Canal RCN                 |
| 2012      | La ruta blanca                          |                                            | Cadena Tres               |
| 2012      | Tu voz estéreo                          | Julián Farnesi                             | Caracol Televisión        |
| 2010-2015 | Mujeres a limite                        | Varios episodios                           | Caracol Televisión        |
| 2009-2010 | Victorinos                              | Camilo Henàndez                            | Telemundo                 |